# Oenaek (Laen Manen)
Oenaek is een bestuurslaag in het regentschap Belu van de provincie Oost-Nusa Tenggara, Indonesië. Oenaek telt 732 inwoners (volkstelling 2010).